# Deuces
«Deuces» — сингл Криса Брауна, Tyga и Кевина Макколла со второго официального микстейпа Криса Брауна и Tyga Fan of a Fan. Песня представлена как первый сингл была реализована и спродюсирована американским певцом Кевином Макколлом 25 июня 2010 года.

## Видеоклип
Видео на песню было снято и спродюсировано Колином Тайлли. В видео также участвовали Tyga и Кевин Макколл. Премьера видео состоялась 23 мая 2010 на Los Angeles River.

## Отзывы
Песня получила в основном положительные отзывы от критиков.

## Список композиций
- Single[1]

1. «Deuces» (при участии Tyga и Кевина Макколла) — 4:36
2. «No Bullshit» — 4:07

- Remix EP[2]

1. «Deuces» (при участии Дрейка и Канье Уэста) — 4:34
2. «Deuces» (при участии T.I. и Рик Росса) — 3:42
3. «Deuces» (при участии Fabolous и André 3000) — 4:34
4. «Deuces» (при участии Дрейка, Канье Уэста и André 3000) — 5:38
5. «Deuces» (при участии Дрейка, T.I., Канье Уэста, Fabolous, Рик Росса и André 3000) — 6:43

## Технический персонал
- Крис Браун — основной вокал
- Кевин Макколл — автор, продюсер, дополнительный вокал
- Брайен Спрингер — сведе́ние
- Энтони Теглайнетт — ассистент по сведе́нию
- Tyga (Майкл Стивенсон) — автор, дополнительный вокал

Информация взята с обложки альбома F.A.M.E..

## Чарты
| Название чарта (2010)                 | Место |
| ------------------------------------- | ----- |
| Новая Зеландия (Recorded Music NZ)    | 23    |
| UK Singles Chart                      | 68    |
| США (Billboard Hot 100)               | 14    |
| США (Billboard Hot R&B/Hip-Hop Songs) | 1     |
| США (Billboard Rhythmic)              | 4     |

| Название чарта (2010) | Место |
| --------------------- | ----- |
| Billboard Hot 100     | 68    |
| Hot R&B/Hip-Hop Songs | 9     |

| Название чарта (2011) | Место |
| --------------------- | ----- |
| Hot R&B/Hip-Hop Songs | 44    |